# Le Duc de West Point
Pour plus de détails, voir Fiche technique et Distribution.
Le Duc de West Point (The Duke of West Point) est un film américain réalisé par Alfred E. Green, sorti en 1938.

## Synopsis
Le fils d’un diplomate américain, Steven Early, ayant fait ses études en Angleterre, vient à West Point et s’inscrit, surnommé « The Duke » par les autres en raison de ses origines et de son attitude.
Steve devient un érudit et un athlète, excellant au hockey sur glace. Ses colocataires et amis sont les cadets Sonny Drew et Jack West, et il développe un intérêt romantique pour Ann Porter, mettant en colère un autre cadet qui l’aime.
Lorsqu’il apprend que la mère de Jack a des problèmes avec l’entreprise et a besoin d’aide, Steve se faufile hors du campus après Taps pour lui envoyer de l’argent, afin que Jack n’ait pas à abandonner West Point, lui faisant promettre de ne pas dire qui l’a envoyé mais de dire à Jack que tout va bien. Attrapé à son retour, Steve ment sur l’endroit où il est allé afin que son ami ne découvre pas l’argent. Le mensonge est en violation du Code d’honneur et fait qu’il est rejeté par tous les autres cadets pour l’année prochaine, compte tenu du traitement silencieux.
Avant un grand match de hockey contre une équipe de cadets du Canada, un grave accident arrive à Sonny qui le rend incapable de jouer, avec de possibles dommages permanents. Steve porte le maillot de son ami et aide West Point à gagner le match, mais a décidé de présenter sa démission dès la fin du match. Mais ensuite, les autres apprennent de la mère de Jack ce que Steve a fait pour elle et Jack, se sentant très coupable, ils l’accueillent tous à nouveau parmi eux. Steve se fiance alors à Ann.

## Fiche technique
- Titre français : Le Duc de West Point[1]
- Titre original : The Duke of West Point
- Réalisation : Alfred E. Green
- Scénario : George Bruce
- Photographie : Robert H. Planck
- Montage : Grant Whytock
- Pays de production : États-Unis
- Format : Noir et blanc - 1,37:1
- Genre : drame
- Durée : 96 minutes
- Date de sortie : 1938

## Distribution
- Louis Hayward : Steven Earley
- Joan Fontaine : Ann Porter
- Tom Brown : Sonny Drew
- Richard Carlson : Jack West
- Alan Curtis : Cadet Strong
- Donald Barry : Cadet Grady
- Steve Pendleton : Cadet Rains
- Charles D. Brown : Doc Porter
- Jed Prouty : Mr Drew
- Marjorie Gateson : Mme Drew
- Emma Dunn : Mme West
- James Flavin : Entraîneur de hockey Plebe
- Kenneth Harlan : Entraîneur de football
- Jonathan Hale : Colonel Early
- William Bakewell :Capitaine du comité
- Mary MacLaren : Infirmière
- Edward Earle : Chirurgien